# Mai Hắc Đế
Mai Hắc Đế (chữ Hán: 梅黑帝; 670 – 723), tên thật là Mai Thúc Loan (梅叔鸞), là vị vua lãnh đạo cuộc khởi nghĩa chống lại sự chiếm đóng của nhà Đường ở miền Bắc Việt Nam vào đầu thế kỉ thứ 8. Trong lịch sử Việt Nam, ông được xem như một vị anh hùng dân tộc.

## Thời trẻ
Mai Thúc Loan sinh vào năm Canh Ngọ (670) tại thôn Ngọc Trừng, Hoan Châu, nay thuộc xã Vạn An, Nghệ An. Theo Việt điện u linh, cha của Mai Thúc Loan là Mai Hoàn, mẹ là Mai An Hòa nguyên gốc Thạch Hà, Hà Tĩnh, lưu lạc sang vùng Nam Đàn, Nghệ An.
Theo sách Việt sử tiêu án, Mai Thúc Loan là người làng Hương Lãm, huyện Nam Đường, nay là xã Vạn An, tỉnh Nghệ An, dân lập đền thờ ông ở thôn chợ Sa Nam.
Năm Mai Thúc Loan 10 tuổi, mẹ đi lấy củi bị hổ vồ, ít lâu sau bố cũng mất. Ông được người bạn của cha là Đinh Thế đem về nuôi, sau gả con gái là Ngọc Tô cho. Sinh thời, Mai Thúc Loan vốn rất khỏe mạnh, giỏi đô vật, học rất giỏi và có chí lớn. Ông mở lò vật, lập phường săn, chiêu mộ trai tráng trong vùng mưu việc lớn. Vợ ông giỏi việc nông trang, nhờ đó "gia sản ngày một nhiều, môn hạ ngày một đông."
Nhờ chí du ngoạn lại được vợ hết lòng ủng hộ, Mai Thúc Loan kết thân với nhiều hào kiệt, sau này trở thành những tướng tài tụ nghĩa dưới lá cờ của ông như Phòng Hậu, Thôi Thặng, Đàn Vân Du, Mao Hoành, Tùng Thụ, Tiết Anh, Hoắc Đan, Khổng Qua, Cam Hề, Sỹ Lâm, Bộ Tân...
Sách An Nam chí lược viết về ông là "Soái trưởng Giao Châu".

## Khởi nghĩa

### Bối cảnh
Năm 605, tướng nhà Tùy là Lưu Phương đánh bại các cuộc chống đối của người Việt, thiết lập sự đô hộ của nhà Tùy. Nhà Tùy mất, nhà Đường lên thay, đặt nước Việt làm An Nam Đô hộ phủ, đóng ở Giao Châu.

### Nguyên nhân
Các bộ chính sử thời cổ cho đến tận Việt Nam sử lược đều không ghi rõ nguyên nhân của khởi nghĩa Mai Thúc Loan. Tuy nhiên, các sách và giáo trình lịch sử Việt Nam được biên soạn từ đầu những năm 70 của thế kỷ XX bắt đầu xuất hiện nguyên nhân cho rằng cuộc khởi nghĩa nổ ra do "nạn cống quả vải" cho vua Đường. Chuyện dân gian tương truyền rằng ông cùng đoàn phu gánh vải nộp cho nhà Đường, đã kêu gọi các phu gánh vải nổi dậy chống quân Đường. Giáo sư Phan Huy Lê cho rằng truyền thuyết này "từ dạng truyền khẩu đã đi vào hát chầu văn, vào thơ, khá phố biến ở vùng Nghệ Tĩnh nhất là vùng Nam Đàn" nên dùng làm căn cứ cho nguyên nhân cuộc nổi dậy. Quan điểm Mai Thúc Loan cùng các dân phu đã nổi dậy do đi gánh vải nộp cho Dương Quý Phi ăn cũng được Giáo sư Trần Quốc Vượng công nhận. Tuy nhiên Dương Quý Phi sinh năm 719 thì có thể thấy rõ rằng đây là chuyện không thể xảy ra cùng thời với Mai Thúc Loan (năm 722). Việc cống vải cho Dương Quý Phi ăn được xác định là có thật nhưng là từ miền nam Trung Hoa và dùng ngựa vận chuyển.
Hiện nay các nhà nghiên cứu đều thống nhất: sưu cao, thuế nặng là nguyên nhân khiến nhân dân nổi dậy chống lại ách đô hộ nhà Đường, nổi bật là khởi nghĩa Hoan Châu. Đây là cuộc khởi nghĩa có sự chuẩn bị, biết chọn thời cơ, không phải một cuộc bạo động. Chuyện "cống vải" của An Nam chỉ là một chi tiết của truyền thuyết, không tồn tại trong thực tế. Chính giáo sư Phan Huy Lê về sau cũng đã thừa nhận, chuyện cống vải quả không thể và không phải là nguyên nhân chính nổ ra cuộc kháng chiến giải phóng dân tộc do Mai Thúc Loan lãnh đạo.

### Thời điểm
Lưu Hú, Cựu Đường thư, Liệt truyện 134, Hoạn quan, Quyển 184.
Các bộ chính sử của Trung Quốc và Việt Nam đều chép thống nhất về Khởi nghĩa Hoan Châu do Mai Thúc Loan lãnh đạo nổ ra vào khoảng thời gian nửa đầu niên hiệu Khai Nguyên, đời vua Đường Huyền Tông, và bị dập tắt vào năm Bính Tuất (722). Cựu Đường thư ghi một câu vào năm Khai Nguyên thứ 10:
| “                                                   | Ngày Bính Tuất tháng 8, mùa thu, Lĩnh Nam án sát sứ là Bùi Trụ Tiên báo lên cấp trên (rằng) tướng giặc An Nam là bọn Mai Thúc Loan vây đánh các châu huyện, (hoàng đế) sai Phiêu kỵ tướng quân kiêm Nội thị Dương Tư Húc đánh dẹp. | ” |
| — Cựu Đường thư, Bản kỷ: Huyền Tông Thượng, Quyển 8 | |   |

Tân Đường thư biên soạn sau đó 100 năm, đã đính chính lại tháng nhưng năm thì vẫn là Khai Nguyên thứ 10:
| “                                                       | Tháng 7, ngày Bính Tuất người An Nam là bọn Mai Thúc Loan phản loạn, giết chết. | ” |
| — Tân Đường thư, Bản kỷ: Duệ Tông - Huyền Tông, Quyển 5 |                                                                                 |   |

Một số nhà nghiên cứu, bao gồm cả Giáo sư Phan Huy Lê, do hiểu sai cụm từ Khai Nguyên sơ nghĩa là "năm đầu niên hiệu Khai Nguyên" mà cho rằng cuộc khởi nghĩa nổ ra năm 713 và phê phán các sử gia biên soạn Đại Việt sử ký toàn thư, Khâm định Việt sử thông giám cương mục là không đúng. Khai Nguyên sơ ở đây phải được hiểu đúng là "những năm đầu niên hiệu Khai Nguyên", và năm Bính Tuất (722) nằm trong nửa đầu của niên hiệu Khai Nguyên (713 - 741) là hoàn toàn chính xác.
Một số nhà nghiên cứu dựa vào tài liệu duy nhất còn ghi lại chính xác thời điểm khởi nghĩa là "Tân đính hiệu bình Việt điện u linh tập", được viết vào thế kỉ XVII:
| “                                                                           | Đó là tháng tư mùa hạ năm Quý Sửu. Lúc ấy vào năm Khai Nguyên nguyên niên thời Đường Huyền Tông. | ” |
| — Gia Cát Thị, Tân đính hiệu bình Việt điện u linh tập, Hương Lãm Hắc đế ký |                                                                                                  |   |

Nhà nghiên cứu Lê Mạnh Chiến nêu cứ liệu cho rằng từ tháng 1 đến tháng 11 (âm lịch) năm Quý Sửu (713) vẫn thuộc niên hiệu Tiên Thiên năm thứ hai; bắt đầu từ ngày 1 tháng 12 mới đổi sang niên hiệu Khai Nguyên. Như vậy, niên hiệu Khai Nguyên nguyên niên (năm thứ nhất) chỉ gồm có 1 tháng, là tháng 12 năm Quý Sửu. Vì vậy tác giả Gia Cát thị (Việt điện u linh tập) cho rằng khởi nghĩa bắt đầu vào tháng 4 năm Khai Nguyên thứ nhất là không chính xác. Trên thực tế, tháng 12 âm lịch năm Quý Sửu (Khai Nguyên thứ nhất) đã sang năm dương lịch mới (714) nên khởi nghĩa Hoan Châu khó có thể diễn ra vào năm 713. Tiến sĩ Phạm Lê Huy phản biện rằng qua bia mộ thời Đường khai quật được cho thấy ngay dưới niên hiệu Khai Nguyên, người thời đó đã coi các tháng của năm 713 là thuộc niên hiệu Khai Nguyên thứ nhất. Vì vậy cần hết sức thận trọng khi sử dụng các ghi chép của Cựu - Tân Đường thư nói riêng và chính sử Trung Quốc nói chung để xác định các điểm mốc quan trọng liên quan đến lịch sử Việt Nam, cần tiếp tục tìm kiếm các tài liệu để xác định thời điểm bùng nổ khởi nghĩa.
Chung quy lại, hiện nay vẫn chưa có một căn cứ vững chắc nào khẳng định thời điểm chính xác bắt đầu cuộc khởi nghĩa, có thể là ngay từ năm 713 cho đến vài ba năm hoặc bảy tám năm sau đó nên các tài liệu hiện hành bao gồm cả sách giáo khoa các cấp đều chưa chính xác.

### Diễn biến
Theo Đường thư, khoảng năm Khai Nguyên (713-741), An Nam có Mai Thúc Loan làm phản, tự xưng là Hắc đế, chiêu tập quân 32 châu, ngoài liên kết với các nước Lâm Ấp, Chân Lạp và Kim Lân, giữ vùng biển nam, quân số có đến 40 vạn. Tư Húc xin đi đánh, chiêu mộ 10 vạn quân, cùng với Quang Sở Khách tiến quân theo đường cũ của Mã Viện, nhân lúc bất ý, sập đến đánh. Thúc Loan hoang mang nao núng, không kịp mưu tính cách đối phó, bị thua to. Tư Húc mới chôn những xác chết chung vào một nơi, đắp thành cái gò cao (Kình quán), để ghi chiến công của mình, rồi rút quân về.
Lời cẩn án - Khoảng năm Khai Nguyên (713-741) nhà Đường, An Nam đô hộ phủ vẫn còn ở Giao Châu, thống trị 12 châu, 59 huyện, đều đặt các quan thú, tể để quản trị (...) lúc Mai Thúc Loan khởi lên, thì phủ đô hộ với các châu Phong, Ái, Lục, Diễn chưa nghe thấy có đâu là thuộc về Mai Thúc Loan đóng giữ, như vậy Mai Thúc Loan làm thế nào mà chiêu tập được người 32 châu, có số quân đến 40 vạn? Trộm nghĩ Thúc Loan chẳng qua giữ được một châu, thế lực cũng nhỏ. Bấy giờ Đường Huyền Tông thích lập công ở biên giới, bọn Tư Húc và Sở Khách thì lợi dụng xứ này ở nơi hiểm trở xa xôi, nên mới thổi phồng thanh thế bên địch để cầu lấy công cán và phong thưởng đó thôi. Nếu không phải thế thì sau giáp binh và đất đai như thế, mà quân nhà Đường mới thoạt kéo đến đã vội kinh hãi tan rã ngay?
Lời chua - Dương Tư Húc: Theo truyện Dương Tư Húc trong Đường thư, Tư Húc là hoạn quan người Thạch Thành thuộc La Châu, gốc tích là họ Tô.
Quốc Sử quán triều Nguyễn, Khâm Định Việt Sử Thông Giám Cương Mục, Tiền Biên, Quyển IV.
Cuộc khởi nghĩa nổ ra tại Rú Đụn, còn gọi là Hùng Sơn (Nghệ An). Mai Thúc Loan lên ngôi vua, lấy hiệu là Mai Hắc Đế. Theo Việt điện u linh, Mai Hắc Đế mang mệnh thủy tức là nước, mà nước được tượng trưng là màu đen. Vì vậy, ông lấy hiệu là Hắc Đế để hợp với mệnh của mình. Một số nguồn cũng cho hay, ông lấy hiệu là Mai Hắc Đế vì ông có màu da đen. Ông cho xây thành lũy, lập kinh đô Vạn An (nay thuộc xã Vạn An), tích cực rèn tập tướng sỹ. Cuộc nổi dậy của ông được hưởng ứng rộng rãi ở trong nước và có cả sự liên kết với Lâm Ấp và Chân Lạp.
Theo sách An Nam chí lược thì vào khoảng đầu niên hiệu Khai Nguyên của Huyền Tông, Soái trưởng Giao Châu là Mai Thúc Loan làm phản, hiệu xưng là Hắc Đế, ngoài thì kết giao với quân của Lâm Ấp và Chân Lạp, tập hợp được 30 vạn quân sĩ, chiếm cứ nước An Nam. Vua Huyền Tông ra lời chiếu sai hoạn quan Tả Giám môn Vệ tướng quân là Dương Tư Húc và quan Đô hộ là Quang Sở Khách (sách chép sai thành "Nguyên Sở Khách") qua đánh, cứ noi theo con đường cũ của Mã Viện đi tới phá quân của Loan, chất xác chết đắp thành gò lớn, rồi kéo về.
Mai Hắc Đế tiến binh đánh thành Tống Bình (Hà Nội ngày nay), Đô hộ nhà Đường là Quang Sở Khách cùng đám thuộc hạ không chống cự lại được, phải bỏ thành chạy về nước. Lực lượng Mai Hắc Đế lúc đó lên tới chục vạn quân.
Mùa thu năm Nhâm Tuất (722), Nhà Đường bèn huy động 10 vạn quân do tướng Dương Tư Húc và Quang Sở Khách sang đàn áp. Quan quân nhà Đường tiến theo đường bờ biển Đông Bắc và tấn công thành Tống Bình. Sau nhiều trận đánh khốc liệt từ lưu vực sông Hồng đến lưu vực sông Lam, cuối cùng Mai Hắc Đế thất trận, thành Vạn An thất thủ, nghĩa quân tan vỡ. Không đương nổi đội quân xâm lược, Mai Hắc Đế phải rút vào rừng, sau bị ốm rồi mất.
Theo sách Việt sử tiêu án thì: Thời nhà Đường có Tống Chi Đễ bị tội đầy ra quận Chu Diên, gặp lúc Loan vây hãm châu Hoan, vua Đường bèn trao cho Đễ chức Tổng quản để đánh ông Loan. Đễ mộ được 8 người tráng sĩ mặc áo giáp dày, kéo đến tận chân thành mà hô to rằng: "Hễ bọn người Lèo hành động tức thì giết chết"; 700 quân đều phục xuống không dám đứng dậy, mới bình được.
Tương truyền, con trai thứ ba của ông là Mai Thúc Huy lên ngôi vua tức Mai Thiếu Đế, tiếp tục chống trả các cuộc tấn công của nhà Đường tới năm 723.
Tương truyền từ sau cuộc khởi nghĩa này, nhà Đường không bắt dân An Nam đô hộ phủ nộp cống vải hằng năm nữa. Tuy nhiên rất nhiều ý kiến của các nhà nghiên cứu đều cho rằng không hề tồn tại việc cống vải trong lịch sử.

## Nhận định
| “                             | Đương thời nội thuộc, Mai Hắc Đế không chịu bọn ngược lại kiềm thức, cũng là người xuất chúng trong đám thổ hào. Việc thành thì làm nên Lý Bí hay Triệu Quang Phục, không thành thì làm Phùng Hưng, Mai Thúc Loan. Cho nên nêu rõ ra, viết hai chữ to "châu dân" là khen việc làm ấy đó. | ” |
| — Việt sử tiêu án, Ngô Thì Sỹ | |   |

## Tưởng nhớ
Đời sau nhớ ơn Mai Hắc Đế, lập đền thờ ông ở trên núi Vệ Sơn và trong thung lũng Hùng Sơn. Ngày nay tại địa phận thị trấn Nam Đàn, huyện Nam Đàn có khu di tích tưởng niệm ông. Một bài thơ chữ Hán còn ghi trong Tiên chân báo huấn tân kinh để ở đền thờ, ca tụng công đức ông như sau (bản dịch):
Hùng cứ châu Hoan đất một vùng,
Vạn An thành lũy khói hương xông,
Bốn phương Mai Đế lừng uy đức,
Trăm trận Lý Đường phục võ công.
Lam Thủy trăng in, tăm ngạc lặn,
Hùng Sơn gió lặng, khói lang không.
Đường đi cống vải từ đây dứt,
Dân nước đời đời hưởng phúc chung.
Ở vùng Nam Đàn, còn lưu truyền lại một bài hát chầu văn nói đến việc cống quả vải thời Mai Thúc Loan, đây chính là căn cứ lỏng lẻo để một số nhà nghiên cứu đưa ra chuyện cống quả vải sang nhà Đường, một chuyện không thể xảy ra với khoảng cách địa lý hơn 2000 km từ Nghệ An đến kinh đô Trường An trong khi Nghệ An không hề có giống vải ngon.
Nhớ khi nội thuộc Đường triều,
Giang sơn cố quốc nhiều điều ghê gai
Sâu quả vải vì ai vạch lá,
Ngựa hồng trần kể đã héo hon...

### Lễ hội
Lễ hội chính của đền, miếu vua Mai (tại xã Vạn An và thung lũng Đụn Sơn) được tổ chức long trọng vào Rằm tháng Giêng, thời Nguyễn từng được coi là Quốc lễ. Người dân Nam Đàn và nhiều nơi trong cả nước cũng lập đền thờ, tổ chức cúng giỗ vợ và con, cùng các tướng tài của Mai Hắc Đế.
Đặc biệt ở thị trấn Nam Đàn cũ, ngày Rằm tháng Bảy còn được nhân dân địa phương ghi nhớ là ngày giỗ các nghĩa sỹ của khởi nghĩa Hoan Châu đã tử trận vì nước, tục gọi là "ngày giỗ trận vong tướng sỹ". Tại chợ Sa Nam trung tâm thị trấn Nam Đàn cũ, người dân nghỉ chợ trước một ngày để chuẩn bị. Những người buôn bán trong chợ cùng góp tiền mua sắm đồ lễ để cúng tế các liệt sỹ. Đúng ngày Rằm tháng Bảy, hàng chục bao tải ngô, nếp rang nổ, hàng chục nồi cháo được nấu. Người dân bày hàng trăm chiếc lá đa lên các bàn trong chợ Sa Nam, rồi múc cháo lên đó, gọi là cháo búp (cháo đặc, múc đổ lên lá đa thì có ngọn). Các loại hoa quả như thị, nhãn, vải cũng được bày ra, và không thể thiếu các đồ vàng mã như áo quần, dày dép. Giữa chợ, người ta dựng một ông Võ Tướng bằng nan, phết giấy rất đẹp. Các bàn lễ được bày cúng xung quanh ông Võ Tướng, cúng xong thì hóa, các lễ vật được phát cho ăn mày và những nhà nghèo. Phong tục này được duy trì nhiều đời.
Tuy tranh luận còn chưa ngã ngũ về thời điểm khởi nghĩa Mai Thúc Loan nổ ra, năm 2013, tỉnh Nghệ An đã long trọng tổ chức lễ kỷ niệm 1300 năm khởi nghĩa Hoan Châu (713 - 2013).

### Hình ảnh công cộng
Trước 1975, kho Mai Hắc Đế trên đường Yersin thị xã Ban Mê Thuột là kho vũ khí đạn dược lớn nhất ở Tây Nguyên của Quân lực Việt Nam Cộng hòa, nơi diễn ra hai trận đánh lớn của Quân Giải phóng miền Nam Việt Nam trong Sự kiện Tết Mậu Thân năm 1968 và chiến dịch Tây Nguyên năm 1975.
Sau 1975, đường Yersin được đổi tên thành đường Mai Hắc Đế, hiện nay là một đường phố lớn ở phường Tân Thành, trung tâm thành phố Buôn Ma Thuột.
Để tưởng nhớ đến ông, tại nhiều tỉnh và thành phố như Hà Nội, Lâm Đồng... có những con đường và ngôi trường mang tên ông.